# Бауш, Джеймс
Джеймс Алозиус Бернард «Джим» Бауш (англ. James Aloysius Bernard «Jim» Bausch; 29 марта 1906, Марион, Южная Дакота — 9 июля 1974, Хот-Спрингс, Арканзас) — американский легкоатлет (десятиборье), чемпион летних Олимпийских игр 1932 года в Лос-Анджелесе, рекордсмен мира.

## Биография
Бауш окончил Кафедральную среднюю школу в Уичито (штат Канзас), и поступил в колледж Канзасского университета, где играл в американский футбол и баскетбол. Он выступал за США на летних Олимпийских играх 1932 года в Лос-Анджелесе в десятиборье, где стал олимпийским чемпионом с результатом 8462 очка (мировой рекорд), опередив серебряного призёра финна Акиллеса Ярвинена (8292) и ставшего третьим немца Волрада Эберле (8030).
Бауш играл в американский футбол в Муниципальном университете Уичито (ныне Государственный университет Уичито) и Университете Канзаса. В 1954 году он был введен в Зал славы студенческого футбола. Бауш также играл в профессиональный футбол в качестве полузащитника Национальной футбольной лиги (НФЛ) за команды «Chicago Cardinals» и «Cincinnati Reds».
После оставления большого спорта Бауш некоторое время пел в ночном клубе, затем стал продавцом страховых услуг. Во время Второй мировой войны он служил в ВМС США на Тихом океане, он заболел остеомиелитом, и связанная с этим боль привела к алкоголизму. Бауш в конце концов преодолел обе проблемы и в более поздние годы помогал другим пациентам с остеомиелитом.